# Malostranský potok (přítok Vltavy)
Malostranský potok je zaniklý levostranný přítok Vltavy v Praze na Malé Straně.

## Průběh toku
Potok pramenil na severních stráních Petřína západně od ulic Břetislavova a Tržiště, v jejichž trase vytvářel údolí.  Byl jedním z potoků, které odváděly vodu z bělohorské křídové tabule. Jižně od Karlova mostu se vléval do Čertovky.
Původně napájel opevňovací příkop gotické fortifikace Menšího Města pražského, později byla jeho voda používána k zavlažování místních vinic a zahrad. Prameny potoka byly po roce 1582 podchyceny do vodovodního systému. Ještě v 50. letech 20. století tento systém zásoboval pitnou vodou Strahovský klášter, Lobkovický palác nebo nemocnici Milosrdných sester ve Vlašské ulici.